# 辻結花
辻 結花（つじ ゆか、1974年12月11日 - ）は、日本の女性総合格闘家。大阪府枚方市出身。初代SMACKGIRLライト級王者。初代VALKYRIEフェザー級王者。

## 来歴
レスリングの名門中京女子大学出身で、レスリング時代は1997年アジア女子選手権51 kg級3位、1998年全日本女子選手権51 kg級3位、1999年ポーランドオープン優勝、2000年スウェーデンカップ優勝などの実績を残した。
2001年9月24日、全日本アマチュア修斗選手権・女子フェザー級（60 kg級）にエントリーするも、もうひとりのエントリー者・米沢知佐が負傷欠場し、トーナメント不成立となった。
2001年12月26日、AXにおける星野育蒔戦で総合格闘技デビュー。当時、無敗で女子総合のエース的存在だった星野から一本勝ちを収め一躍注目を集める。
2002年3月2日、スマックガールに初登場、メインイベントで篠原光との試合が組まれていたが、篠原は40度の高熱を理由に試合をドタキャン。勝利扱いにはなったが、不本意な結末に辻は号泣した。
同年10月、スマックガール JAPAN CUP 2002 ミドル級（58 kg級）トーナメントに出場、12月29日に行われた決勝では禅道会の金子真理を3-0の判定で下し優勝を果たした。
2003年7月13日、DEEP 11th IMPACT in OSAKAでアンナ・ミッシェル・タバレス（当時ははアンナ・ミッシェル・ダンテス表記）と対戦。腕ひしぎ三角固めで一本負けを喫し、デビュー以来の連勝記録は9でストップした。なお、試合の1か月前に左肩を亜脱臼していた。
2003年12月31日、INOKI BOM-BA-YE 2003の最終試合でカリオピ・ゲイツイドウとSGS公式ルールで対戦し、判定勝ちを収めた。
2004年8月5日、スマックガールでエリカ・モントーヤとSGS特別ルール（グラウンド顔面パンチ有り・グラウンド時間制限なし）で対戦し、腕ひしぎ十字固めで一本勝ち。
2005年6月28日、スマックガールで新設されたライト級（52 kg級）女王決定戦において、渡辺久江を破り初代女王となった。その後、2007年12月までに3度の防衛に成功。
2007年9月6日、スマックガールでアンナ・ミッシェル・タバレスとSGS特別ルール（グラウンド顔面パンチ有り・グラウンド時間制限なし）で再戦。ジャンピングの右フックでダウンを奪うと、スタンドパンチの連打でKO勝ちを収め、4年前のリベンジに成功した。
2008年11月8日、VALKYRIE旗揚げ戦VALKYRIE 01 CAGE FORCE-EXのメインイベントでV一と対戦し、判定勝ちを収めた。
2009年4月25日、VALKYRIE 02で初代フェザー級（52 kg級）王座を賭けケイト・マルティネスと対戦、一本勝ちで初代女王の座に就いた。
2009年10月24日のVALKYRIE 03でフェザー級挑戦者決定トーナメントで優勝したV一とタイトルマッチで再戦予定であったが左肩脱臼により欠場、タイトルマッチは延期となった。
2010年2月11日、VALKYRIE 04でV一と改めて再戦し、チョークスリーパーで一本負けし王座から陥落した。2003年7月13日以来6年7か月ぶりの黒星となり、日本人には初黒星となった。
2010年4月には右肩、6月には右膝の手術を行った。
2012年5月26日、JEWELS 19th RINGのJEWELSライト級タイトルマッチで王者の浜崎朱加に挑戦し、ダブルリストロックで一本負け。王座獲得に失敗した。
2012年9月29日、DEEP OSAKA IMPACT 2012で復帰戦を行い、ソン・ヒョギョンに腕ひしぎ十字固めで一本勝ち。

## 戦績
| 総合格闘技 戦績 | 総合格闘技 戦績 | 総合格闘技 戦績 | 総合格闘技 戦績 | 総合格闘技 戦績 | 総合格闘技 戦績 | 総合格闘技 戦績 |
| --------------- | --------------- | --------------- | --------------- | --------------- | --------------- | --------------- |
| 28 試合         | (T)KO           | 一本            | 判定            | その他          | 引き分け        | 無効試合        |
| 25 勝           | 2               | 16              | 6               | 1               | 0               | 0               |
| 3 敗            | 0               | 3               | 0               | 0               | 0               | 0               |

| 勝敗 | 対戦相手                     | 試合結果                            | 大会名                                                                                                | 開催年月日     |
| ○    | ソン・ヒョギョン             | 1R 1:27 腕ひしぎ十字固め            | DEEP OSAKA IMPACT 2012                                                                                | 2012年9月29日  |
| ×    | 浜崎朱加                     | 1R 3:41 ダブルリストロック          | JEWELS 19th RING 【JEWELSライト級タイトルマッチ】                                                     | 2012年5月26日  |
| ○    | 石岡沙織                     | 5分2R終了 判定3-0                   | JEWELS 15th RING                                                                                      | 2011年7月9日   |
| ×    | V一                          | 1R 1:14 チョークスリーパー          | VALKYRIE 04 【VALKYRIEフェザー級チャンピオンシップ】                                                  | 2010年2月11日  |
| ○    | ケイト・マルティネス         | 1R 4:20 腕ひしぎ十字固め            | VALKYRIE 02 【VALKYRIEフェザー級王座決定戦】                                                          | 2009年4月25日  |
| ○    | V一                          | 3分3R終了 判定3-0                   | VALKYRIE 01 CAGE FORCE-EX                                                                             | 2008年11月8日  |
| ○    | ハム・ソヒ                   | 5分3R終了 判定3-0                   | SMACKGIRL 7th ANNIVERSARY 〜Starting Over〜 【SMACKGIRLライト級タイトルマッチ】                       | 2007年12月26日 |
| ○    | アンナ・ミッシェル・タバレス | 1R 4:47 KO（スタンドパンチ）        | SMACKGIRL 2007 〜女王たちの一番熱い夏〜                                                               | 2007年9月6日   |
| ○    | トリーシャ・プーヴィ         | 1R 4:10 TKO（パウンド）             | SMACKGIRL 2007 〜絶対女王は大正浪漫を舞ひ奏で〜                                                       | 2007年4月28日  |
| ○    | WINDY智美                    | 1R 4:19 チョークスリーパー          | SMACKGIRL 2006 〜頂女決戦〜                                                                           | 2006年6月30日  |
| ○    | キャミー・ホステットラー     | 2R 4:19 腕ひしぎ十字固め            | SMACKGIRL 2006 〜女王凱旋〜 【SMACKGIRLライト級タイトルマッチ】                                       | 2006年4月22日  |
| ○    | 有賀美由紀                   | 2R 1:44 ヒールホールド              | MARS in 有明                                                                                          | 2006年2月4日   |
| ○    | おっさん                     | 2R 2:10 腕ひしぎ十字固め            | SMACKGIRL 2005 〜Dynamic!!〜 【SMACKGIRLライト級タイトルマッチ】                                      | 2005年8月17日  |
| ○    | 渡辺久江                     | 1R 3:51 腕ひしぎ十字固め            | SMACKGIRL 2005 〜Road to Dynamic!!〜 【初代SMACKGIRLライト級女王決定戦】                              | 2005年6月28日  |
| ○    | エリカ・モントーヤ           | 3R 4:00 腕ひしぎ十字固め            | SMACKGIRL 2004 〜聖地凱旋〜                                                                           | 2004年8月5日   |
| ○    | 川畑千秋                     | 2R 1:19 腕ひしぎ十字固め            | SMACKGIRL 〜GO WEST〜                                                                                 | 2004年6月19日  |
| ○    | 羽柴まゆみ                   | 1R 2:20 膝十字固め                  | SMACKGIRL F 〜5月病をブッ飛ばせ! 夏も近いぞスマックF祭〜                                              | 2004年5月16日  |
| ○    | カリオピ・ゲイツイドウ       | 5分3R終了 判定3-0                   | INOKI BOM-BA-YE 2003 馬鹿になれ夢を持て                                                               | 2003年12月31日 |
| ×    | アンナ・ミッシェル・ダンテス | 1R 3:55 腕ひしぎ三角固め            | DEEP 11th IMPACT in OSAKA                                                                             | 2003年7月13日  |
| ○    | WINDY智美                    | 1R 4:37 腕ひしぎ十字固め            | SMACKGIRL Third Season-II                                                                             | 2003年4月2日   |
| ○    | 金子真理                     | 5分3R終了 判定3-0                   | SMACKGIRL "JAPAN CUP 2002 GRAND FINAL 〜The Last Performance of 2002〜" 【ミドル級トーナメント 決勝】 | 2002年12月29日 |
| ○    | 杉本由美子                   | 1R 4:13 腕ひしぎ十字固め            | SMACKGIRL "JAPAN CUP 2002 エピソードII" 【ミドル級トーナメント 準決勝】                               | 2002年11月9日  |
| ○    | 高橋エリ                     | 1R 2:01 腕ひしぎ十字固め            | SMACKGIRL "JAPAN CUP 2002 開幕戦" 【ミドル級トーナメント 1回戦】                                      | 2002年10月5日  |
| ○    | 角田紀子                     | 1R 1:12 腕ひしぎ十字固め            | SMACKGIRL 〜Dynamic! LAST SUMMER FOREVER in 有明〜                                                    | 2002年9月1日   |
| ○    | ジェット・イズミ             | 5分3R終了 判定2-1                   | AX Vol.3                                                                                              | 2002年5月4日   |
| ○    | 岡裕美                       | 1R 3:43 チョークスリーパー          | SMACKGIRL 〜ROYAL SMACK 2002〜                                                                        | 2002年4月7日   |
| ○    | 篠原光                       | 1R 0:00 TKO（タオル投入：体調不良） | SMACKGIRL 〜God Bless You!〜                                                                          | 2002年3月2日   |
| ○    | 星野育蒔                     | 3R 3:37 腕ひしぎ十字固め            | AX「We Want To Shine 〜輝きたいの〜」                                                                 | 2001年12月26日 |

### グラップリング
| 勝敗 | 対戦相手 | 試合結果                 | 大会名                                                  | 開催年月日     |
| ○    | 内藤晶子 | 1R 2:52 腕ひしぎ十字固め | SMACKGIRL-F 2005 〜下北実験リーグ Round1〜【SGGルール】 | 2005年10月15日 |

## 獲得タイトル
- 初代VALKYRIEフェザー級王座
- 初代スマックガールライト級王座
- スマックガール JAPAN CUP 2002 ミドル級トーナメント 優勝

## 入場テーマ曲
- 『ドント・ストップ・ミー・ナウ』（クイーン）
- 『BRAVE SOLDIER』（オリジナル曲）